# Naturaleza muerta con manzanas
Naturaleza muerta con manzanas (en francés: Nature morte aux pommes) es una pintura de Paul Cézanne (1839-1906) conservado en el Museo del Hermitage de San Petersburgo. Es una naturaleza muerta pintada al estilo impresionista.
Las manzanas rojas en un plato blanco y las dos manzanas verdes detrás de un limón le dan dominio al rojo y al verde a este cuadro de fondo amarillo. Estos dos colores dominantes han sido usados en un gran nombre de bodegones de Delacroix que Cézanne valoraba particularmente. Anteriormente, Cézanne ya lo había probado en diversas composiciones con manzanas, como la Naturaleza muerta con manzanas y peras (1885-1887) conservada en la Galería Nacional de Arte de Washington, de la que se inspira en este cuadro. A la izquierda, se observa una pequeña caja metálica de forma cilíndrica que contrasta con las formas redondeadas de las frutas y del plato, y recubierta parcialmente por una hoja verde. Este objeto es usado aquí por primera y última vez en la obra de Cézanne. Se trata, pues, de una investigación de formas y de contrastess de tonos que se emparenta al sintetismo de aquel período. Como escribe Émile Bernard en sus Recuerdos, Cézanne había declarado que “todas las formas de la naturaleza pueden ser reducidas a la esfera, el cilindro y el cono, y es por eso que el artista, en primer lugar, debe estudiar estas figuras simples y no es hasta entonces que puede hacer los que quiera”.
Esta naturaleza muerta fue adquirida por Otto Krebs en Múnich en la galería Hugo Perls. Fue transferida al Ermitage en 1947 por las autoridades de ocupación soviéticas, como reparación de los daños de guerra sufridos, y presentada por primera vez al público en 1995 en el Ermitage.